# 나가사카정
나가사카정(長坂町)은 야마나시현 기타코마군에 있던 정이다.
2004년 11월 1일에 나가사카마치를 포함한 기타코마군 7정촌이 합병해 호쿠토시가 발족하고 나가사카정이 폐지되었다.

## 지리
나가사카정은 현 북서부 야쓰가타케 남쪽 기슭에 위치한다.

## 역사
- 2004년 11월 1일 - 기타코마 군(北巨摩郡) 아케노 촌(明野村), 오이즈미 촌(大泉村), 스타마 정(須玉町), 다카네 정(高根町), 하쿠슈 정(白州町), 무카와 촌(武川村)이 합병해 호쿠토시가 되었다. 동일 나가카사정은 폐지되었다.

## 교통

### 철도
- 동일본 여객철도
  - 주오 본선
  - 고우미 선

### 도로
- 주오 자동차도 - 나가사카 나들목, 야쓰카타케 나들목